# Лоза (Лореш)
Лоза (порт. Lousa) — район (фрегезия) в Португалии, входит в округ Лиссабон. Является составной частью муниципалитета Лореш. Находится в составе крупной городской агломерации Большой Лиссабон. По старому административному делению входил в провинцию Эштремадура. Входит в экономико-статистический субрегион Большой Лиссабон, который входит в Лиссабонский регион. Население составляет 3 169 человек на 2011 год. Занимает площадь 16,50 км².
Покровителем района считается Апостол Пётр (порт. São Pedro).

## Демография
| Численность населения муниципалитета по годам | Численность населения муниципалитета по годам | Численность населения муниципалитета по годам | Численность населения муниципалитета по годам | Численность населения муниципалитета по годам | Численность населения муниципалитета по годам | Численность населения муниципалитета по годам | Численность населения муниципалитета по годам | Численность населения муниципалитета по годам |       |
| --------------------------------------------- | --------------------------------------------- | --------------------------------------------- | --------------------------------------------- | --------------------------------------------- | --------------------------------------------- | --------------------------------------------- | --------------------------------------------- | --------------------------------------------- | ----- |
| 1862                                          | 1864                                          | 1890                                          | 1900                                          | 1911                                          | 1920                                          | 1930                                          | 1991                                          | 2001                                          | 2011  |
| 1 126                                         | 1 210                                         | 1 515                                         | 1 648                                         | 1 732                                         | 1 601                                         | 1 803                                         | 3 371                                         | 3 420                                         | 3 169 |